# 雷諾中心
雷諾中心（英語：Renault Centre）是一幢位於斯温顿的高科技建築，由法國汽車公司雷諾委託福斯特建築事務所的诺曼·福斯特設計，在1982年建成，雷諾汽車在2001年搬離此建築物。
自雷諾在2001年搬出後，這建築物又被稱為光譜建築（The Spectrum Building）。雷諾中心在2013年被英格蘭遺產委員會登錄為II*建築。

## 設計
雷諾中心由27座方形的傘骨單元所組成的長方形方陣，再以每四座傘為基準，形成一個結構單元。倉庫和辦公室都在同一建築物內，標示著藍領和白領之間並沒有分別。建築的結構體都裸露在外牆，每一個構造接點都必須仔細地設計和製造。
2004年，雷諾中心被中國政府以1,700萬鎊買下，並更名為光譜建築。